# Нубийская митрополия
Нуби́йская митропо́лия (греч. Ιερά Μητρόπολη Νουβίας) — епархия Александрийской православной церкви с кафедрой в городе Хартуме, Судан. Юрисдикция митрополии распространяется на территорию всего Судана. Кафедральный собор — Благовещенский в Хартуме (единственный действующий храм епархии).

## История
Хартумская епархия была основана в 1908 году. Паству епархии составили православные греки, переехавшие в Судан в начале XX века и в 1910 году устроившие православный храм в Хартуме. После введения шариатского закона в Судане в 1983 году разразилась затяжная гражданская война, большинство европейцев покинули страну, и паства митрополии почти исчезла. После обретения Южным Суданом независимости в 2011 году его территория вошла в состав Кампальской митрополии.
23 ноября 2013 года решением Священного синода митрополия снова переименована в Нубийскую по названию исторической области Нубия.

## Названия
- Нубийская (1908 — 28 ноября 1994)
- Хартумская (28 ноября 1994 — 23 ноября 2013)
- Нубийская (с 23 ноября 2013)

## Митрополиты
- Николай (Евангелидис) (6 декабря 1918 — 15 декабря 1927)
- Арсений (Какояннис) (8 ноября 1931 — 16 мая 1937)
- Анфим (Сискос) (8 декабря 1940 — 26 апреля 1958)
- Синесий (Ласкаридис) (30 ноября 1958 — 26 апреля 1988)
- Дионисий (Хадживасилиу) (26 апреля 1988 — 12 марта 1997)
- Тит (Карантзалис) (12 марта 1997 — 31 июля 2000)
- Каллиник (Пиппас) (22 февраля 2001 — 1 ноября 2006)
- Эммануил (Кьяйас) (1 ноября 2006 — 23 ноября 2013)
- Наркисс (Гаммох) (1 декабря 2013 — 24 ноября 2015)
- Савва (Химонеттос) (с 24 ноября 2015)